# Creu de l'Estanyet
La Creu de l'Estanyet, o Creu de l'Estanyol, és una creu de terme de Palau de Santa Eulàlia (Alt Empordà), inclosa a l'Inventari del Patrimoni Arquitectònic de Catalunya i catalogada coma Bé Cultural d'Interès Local.
Es tracta d'una creu del segle XVI  adossada a una de les parets exteriors del Mas Reig o Can Gelada del veïnat de l'Estanyet. El peu és circular, el fust octogonal, el capitell octogonal sense cap decoració i la creu és del tipus grega, amb els braços amb terminacions motllurades que imiten motius florals. A l'extrem hi sobresurten puntes. A l'anvers de la creu hi havia una imatge de la crucifixió, de la qual ara només en queda part dels braços.
Es desconeix l'emplaçament original de la creu, que era un altre. Fou abatuda el 1936 i, després de ser restaurada, va ser col·locada a l'emplaçament actual. L'estat de conservació és molt dolent, ja que el conjunt està molt deteriorat. El capitell presenta una esquerda, i la creu i el fust també estan fracturats.